# Stanisław Urban
Stanisław Urban   (Varsòvia, 13 de setembre de 1907 - Katin, abril 1940) va ser un remer polonès que va competir durant les dècades de 1920 i 1930.
El 1928 va prendre part en els Jocs Olímpics d'Amsterdam, on quedà eliminat en sèries en la prova del vuit amb timoner del programa de rem. Quatre anys més tard, als Jocs de Los Angeles, guanyà la medalla de bronze en la prova del quatre amb timoner, formant equip amb Jerzy Braun, Janusz Ślązak, Edward Kobyliński i Jerzy Skolimowski.
En el seu palmarès també destaca un campionat nacional i diversos podis en aquests mateixos campionats.
Va ser tinent a la reserva de l'exèrcit polonès i va lluitar en la Campanya de Polònia de setembre de 1939. Arrestat pels soviètics, va ser assassinat en la massacre de Katyn.